# Volkswagen Type 166
VW Type 166 (VW Schwimmer) — німецький плавучий повнопривідний автомобіль підвищеної прохідності. Збудований на основі VW Type 1 і VW Typ 82. На заводі у Вольфсбургу було вироблено 15,584 машин для Вермахту і Ваффен-СС (осінь 1942 — літо 1944), що робить VW Type 166 найбільш масово виробленою амфібією в історії автомобілебудування. На сьогодні залишилось 163 екземпляри VW Type 166, з них 13 ще не пройшли реставрації.

## Історія

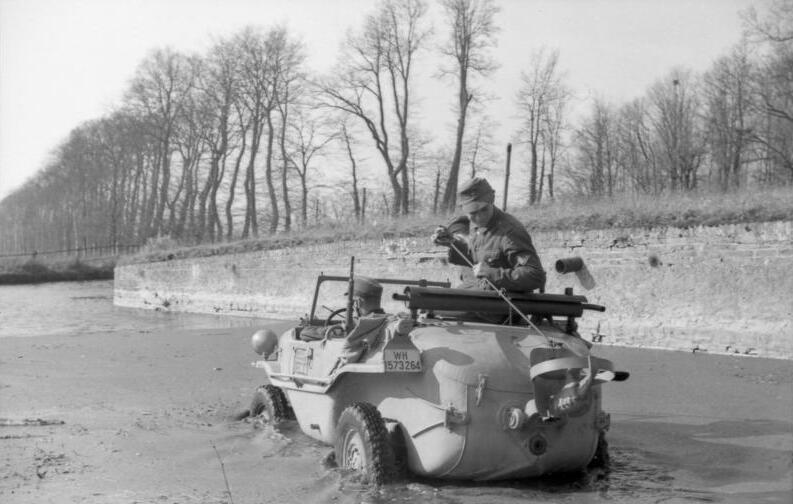
VW Type 166. Франція. 1943

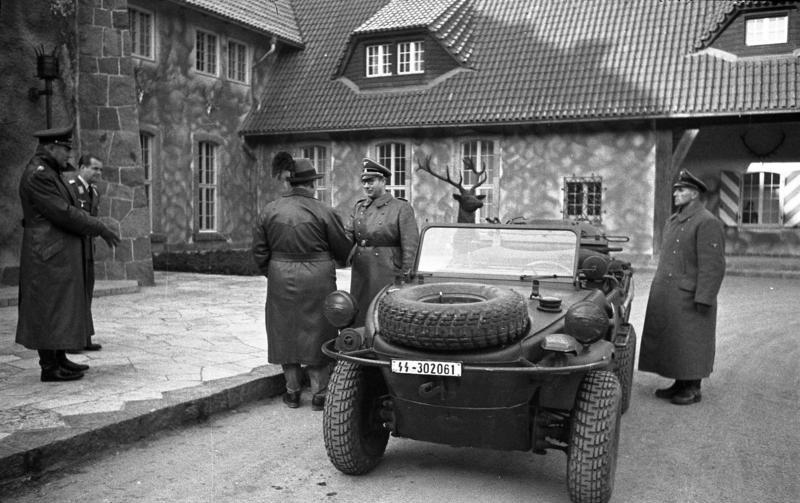
VW Type 166 у маєтку Г. Герінга. 1942/43

Під час випробувань VW2 Kübelwagen 1938 серед його основних вад було вказано на відсутність повного приводу і неможливість долати водні перешкоди глибші за 0,45 м. Тому на замовлення відділу озброєнь Вермахту 1 липня 1940 на основі мотора, трансмісії VW Type 86 розпочали проектування моделі, яка мала поєднувати властивості амфібії і авто підвищеної прохідності. До 5 липня інженер VW Ервін Коменда спроектував плавучий корпус, який він запатентував. Його доповнили повний привід 4×4 та додаткову розподільчу коробку передач для повного приводу. Перші прототипи збудували на шасі Kübelwagen з колісною базою 2400 мм. Корпуси через тонкі стінки і великі розміри мали замалу жорсткість конструкції, що приводило до тенденції появи тріщин у зварних швах, тому колісну базу зменшили до 2000 мм. Для кращої прохідності по бездоріжжю було розширено колію коліс. при перетини водяної перешкоди гребний гвинт опускався донизу і з'єднувався напряму з мотором. Для руху назад використовувалось або весло, або колеса. Напрям руху на землі і воді змінювали за допомогою керма.

## Див. також

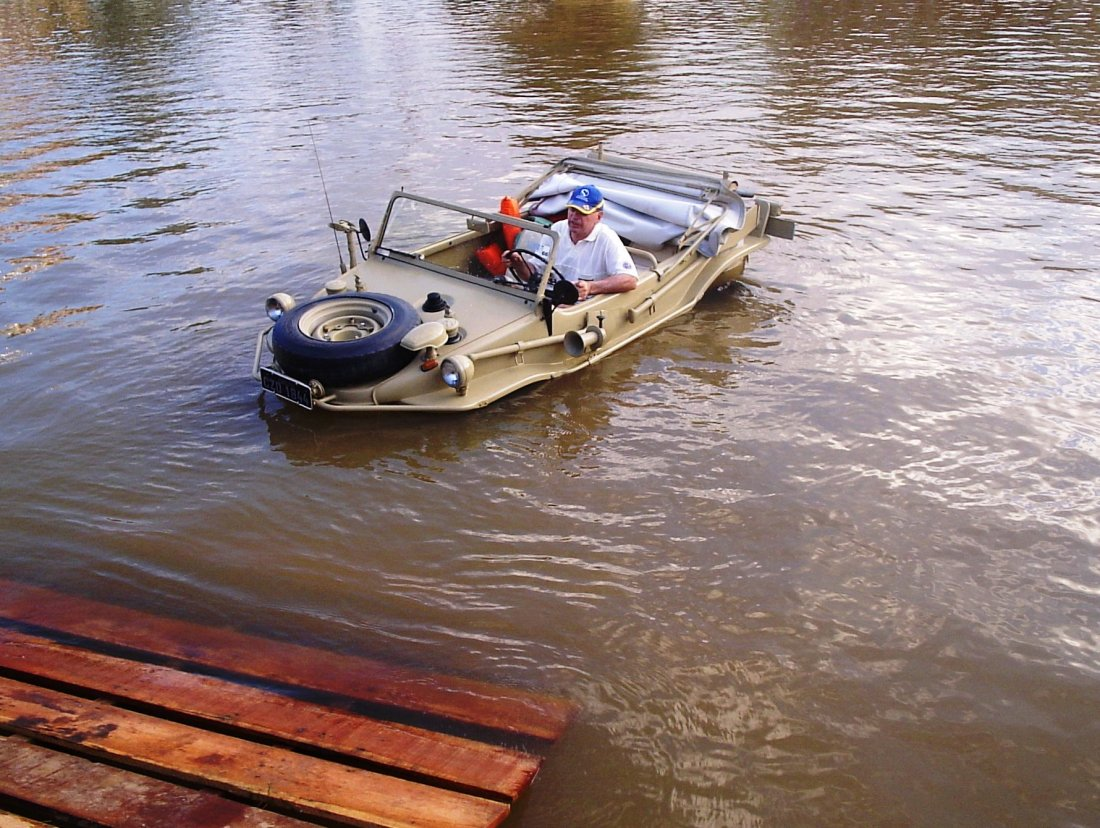
VW Type 166 на воді

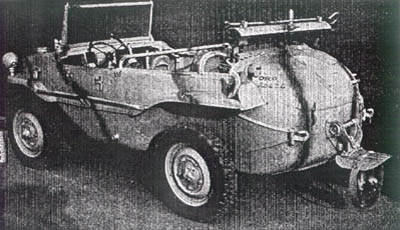
Type 166. Грудень 1944

## Галерея

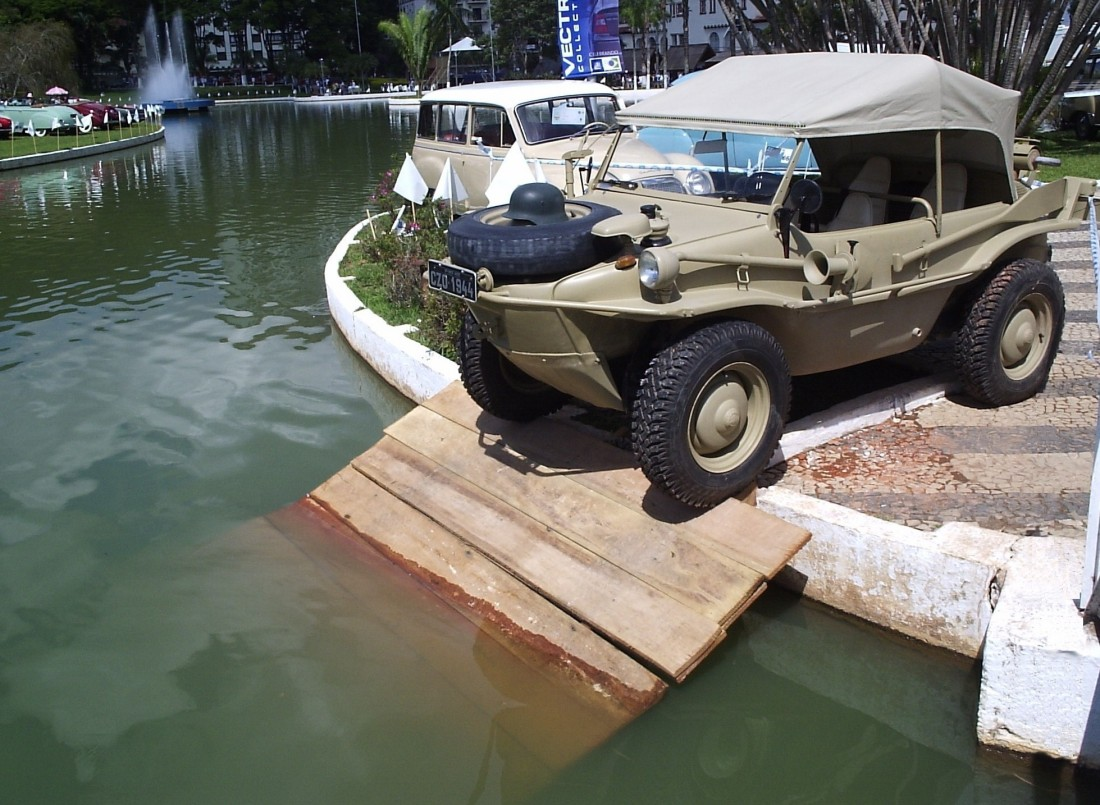
VW Schwimmwagen. 1944
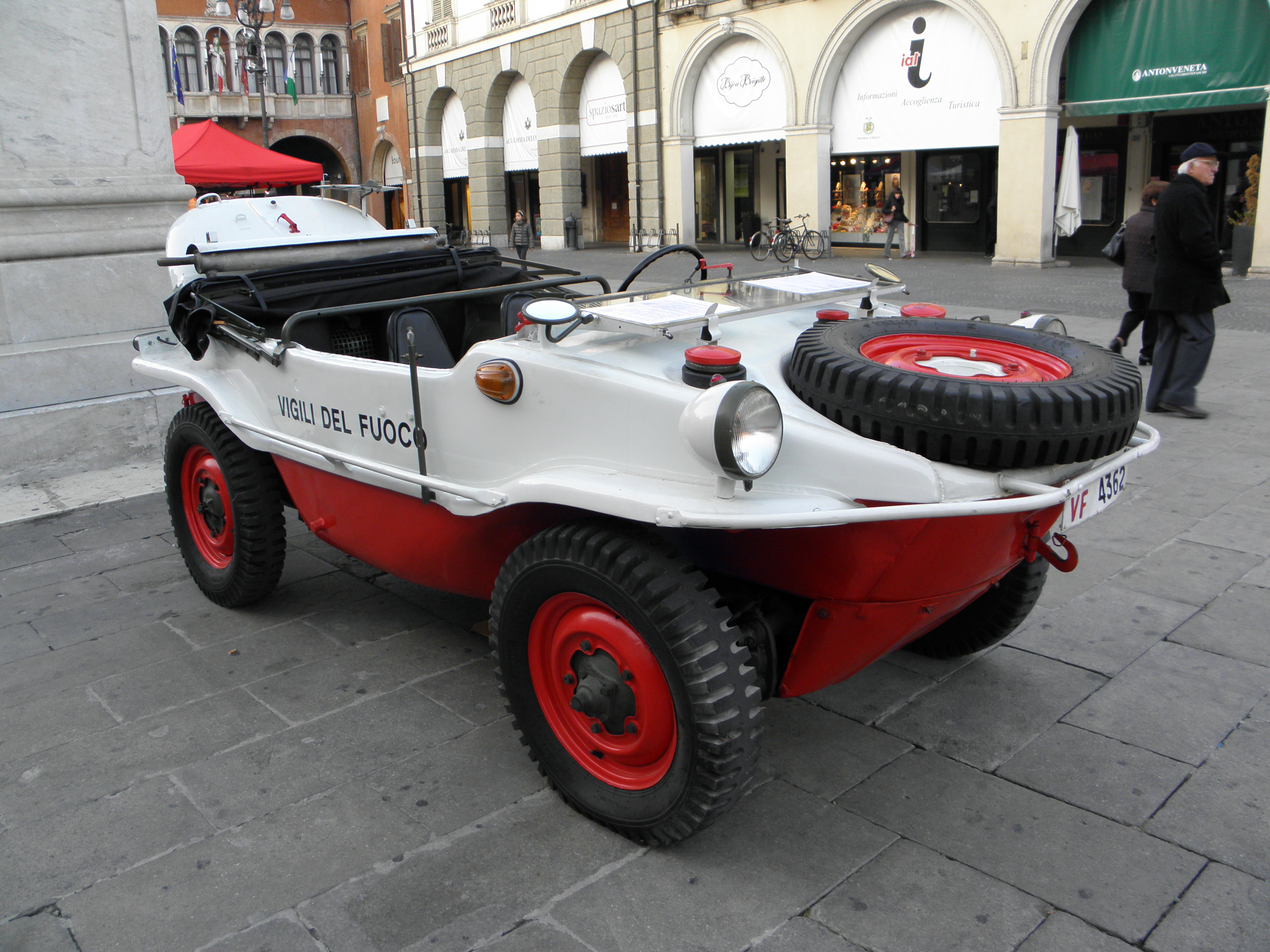
VW Type 166 сьогодні
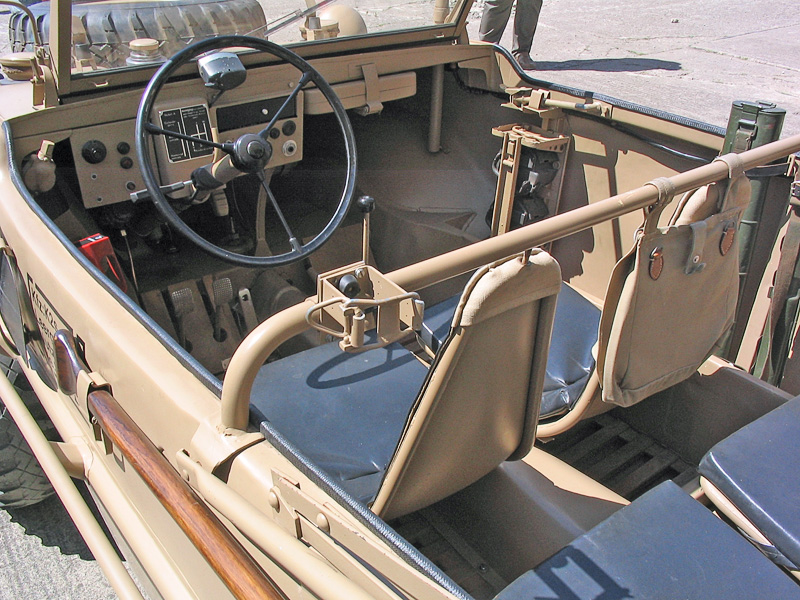
Кабіна
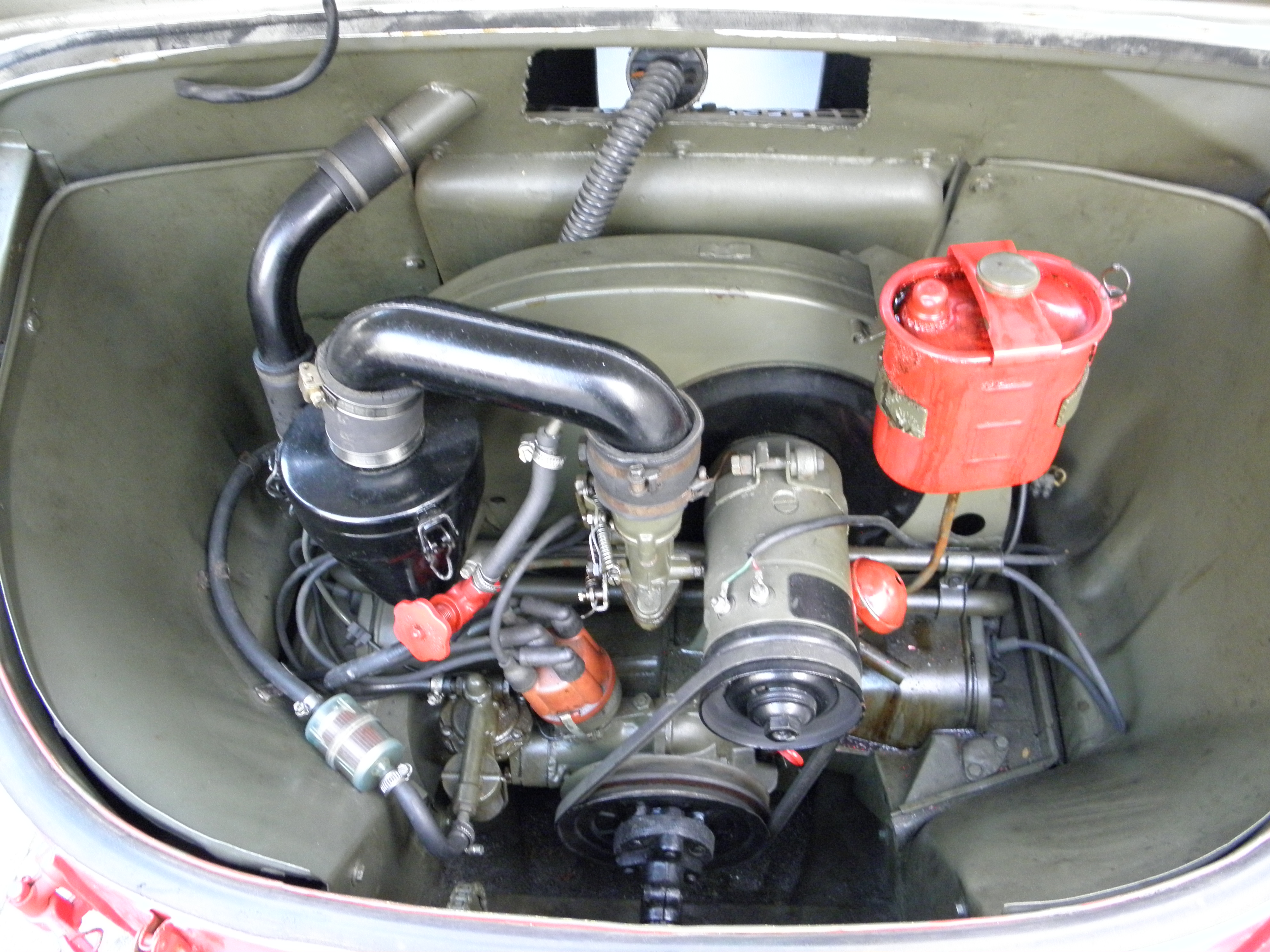
Моторний відсік
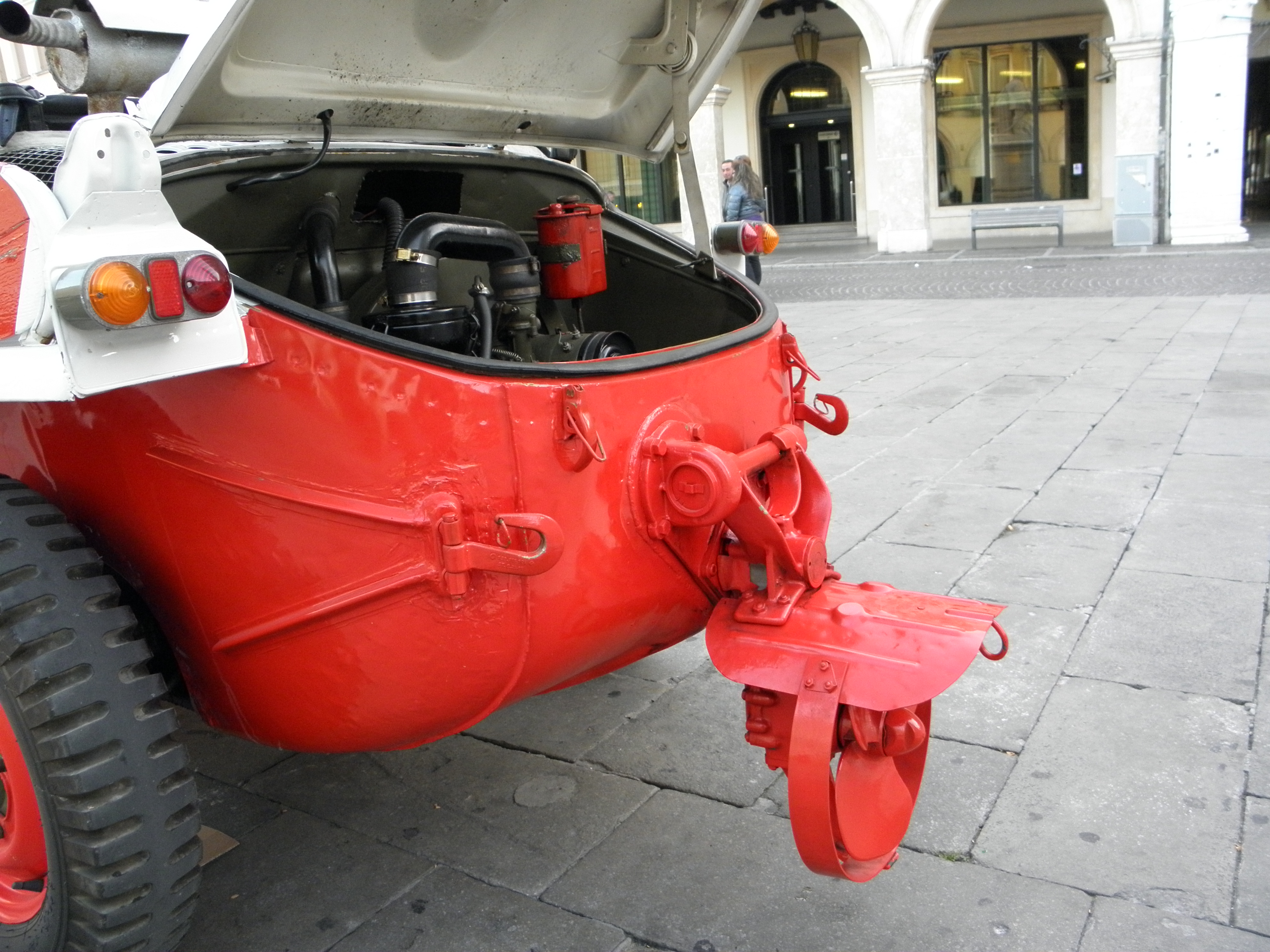
Гребний гвинт